# Leviaethan
Leviaethan ist eine brasilianische Thrash-Metal-Band aus Porto Alegre, die 1983 gegründet wurde, sich 1997 auflöste und seit 2001 aktiv ist.

## Geschichte
Die Band wurde im Dezember 1983 von dem Bassisten Flávio Soares, dem Schlagzeuger und Sänger Rossano Nadal und dem Gitarristen Carmelo Zarbá gegründet. Im folgenden Jahr war das Lied Guerreiros das Ruas auf dem Sampler Rock Garagem zu hören. 1984 und 1985 wurden außerdem diverse Auftritte abgehalten. In den folgenden beiden Jahren änderte sich die Besetzung stark: Danilo Pizzato kam 1986 als neuer Schlagzeuger hinzu, ehe Nadal kurz darauf die Besetzung verließ und Soares ebenfalls den Gesang übernahm. 1988 hielt die Band ihren ersten Auftritt in São Paulo ab und spielte zusammen mit Sepultura in Porto Alegre. Im selben Jahr erschien mit Thrash Your Brain ein erstes Demo. 1989 änderte sich die Besetzung erneut, indem Zarbá die Band verließ, woraufhin die beiden Gitarristen Carlos „Lots“ Henrique und Alexandre Colletti dazustießen. In dieser Besetzung nahm die Band ihr Debütalbum auf, das 1990 unter dem Namen Smile! bei Rock Brigade Records erschien. 1991 spielte die Gruppe in Buenos Aires und war damit erstmals in Argentinien zu sehen. Im April 1992 spielte Leviaethan zusammen mit Kreator in Porto Alegre und veröffentlichte über Rock Brigade Records das Album Disturbed Mind. Nachdem Alexandre Colletti im Dezember 1994 bei einem Unfall verstorben war, kam João Marcelo im Februar 1995 als Ersatz dazu. In dieser Besetzung wurden verschiedene Auftritte, unter anderem einer zusammen mit Angra, abgehalten. Außerdem steuerte die Band den Song Watch Tomorrow für eine CD-Beilage Planet Metal Mags bei. 1997 verließ Pizzato die Gruppe und es kam zur Auflösung. 
2001 gründeten Flávio Soares und Carlos Henrique die Band neu. Gegen Ende des Jahres stieß der Schlagzeuger Ricardo „Ratão“ Fonseca hinzu, ehe im Dezember 2002 der erste Auftritt folgte. Im April 2003 kam der Gitarrist Denis „Blackstone“ Goulart dazu, wodurch die Band zum Quartett wurde. 2005 verließ Henrique die Besetzung. Seine Posten übernahm Eduardo Martinez für die Jahre 2007 und 2008, ehe dieser wiederum 2010 durch Manoel Rodrigues ersetzt wurde. Seine ersten Auftritte waren die Thrash-Metal-Gedenk-Shows, die unter dem Titel „Smile - 20 Years of Fucking Thrash Metal“ veranstaltet wurden.

## Stil
Laut classicthrash.com entwickelt die Gruppe auf Smile! den traditionellen brasilianischen Thrash Metal weiter. Die Musik sei jedoch nicht so roh und wild wie das frühere Material der lokalen Szene. Das Album sei jedoch wenig einprägsam. Disturbed Mind ähnele seinem Vorgänger sehr stark, da es nicht eingängig, sondern gewöhnlicher Thrash Metal ohne Höhepunkte sei. thethrashmetalguide.com hingegen bezeichnete die Musik als originellen Thrash Metal, da die Gruppe nicht den Trends von Sepultura oder Sarcófago folge, sondern ungewöhnlicher und technisch anspruchsvoller klinge, wodurch ein Vergleich zu Acid Storm näherliege. Das Debütalbum biete Tempowechsel, melodische Hooks und gelegentliche Einflüsse aus der San Francisco Bay Area. Auf dem zweiten Album habe dieser Einfluss zugenommen, wobei insbesondere Testament als Referenz zu nennen sei. Auch seien gelegentlich Einflüsse aus dem Crossover zu vermerken. Die Geschwindigkeit liegt meist im mittleren bis höheren Bereich.

## Diskografie
- 1987: Ensaio + Live (Demo, Eigenveröffentlichung)
- 1988: Thrash Your Brain (Demo, Eigenveröffentlichung)
- 1989: Promotape (Demo, Eigenveröffentlichung)
- 1990: Smile! (Album, Rock Brigade Records)
- 1992: Disturbed Mind (Album, Rock Brigade Records)